# 1719 na literatura

## Novos livros
- Publicação de Robinson Crusoe  de  Daniel Defoe[1]

## Nascimentos
| Data         | Nome                  | Profissão        | Nacionalidade | Observações | Ref   |
| ------------ | --------------------- | ---------------- | ------------- | ----------- | ----- |
| 3 de janeiro | Francisco José Freire | frade e escritor | Portugal      | m. 1773     | [ 2 ] |

## Mortes
| Data        | Nome           | Profissão                  | Nacionalidade | Observações | Ref   |
| ----------- | -------------- | -------------------------- | ------------- | ----------- | ----- |
| 17 de junho | Joseph Addison | poeta, ensaísta e político | Reino Unido   | n. 1672     | [ 3 ] |